# A szomorúság háromszöge
A szomorúság háromszöge (eredeti cím: Triangle of Sadness) 2022-ben bemutatott svéd szatirikus film Ruben Östlund rendezésében. A főszerepben Harris Dickinson, Charlbi Dean és Woody Harrelson látható. A film forgatása 2020-ban két alkalommal is szünetelt a COVID-19 világjárvány miatt. A filmet a 2022-es cannes-i fesztiválon mutatták be, ahol nyolc perces álló ovációban részesült, és elnyerte az Arany Pálmát. A tervek szerint 2022. október 7-én jelenik meg a mozikban.
A film három összefüggő részből áll, amelyek a divatvilágban, egy luxusjachton és egy lakatlan szigeten játszódnak.

## Rövid történet
Egy divatmodell celebpár, Carl és Yaya meghívást kap egy luxushajóútra, amelyet egy marxista kapitány vezet az übergazdagok számára, csakhogy a dolgok balul sülnek el.

## Szereplők
| Szerep                | Színész            | Magyar hang      |
| --------------------- | ------------------ | ---------------- |
| Carl                  | Harris Dickinson   | Csiby Gergely    |
| Yaya                  | Charlbi Dean       | Mikecz Estilla   |
| Thomas Smith kapitány | Woody Harrelson    | Stohl András     |
| Abigail               | Dolly de Leon      | Murányi Tünde    |
| Dimitry               | Zlatko Burić       | Borbiczki Ferenc |
| Therese               | Iris Berben        | Ősi Ildikó       |
| Paula                 | Vicki Berlin       | Solecki Janka    |
| Vera                  | Sunnyi Melles      | Kovács Nóra      |
| Jorma Björkman        | Henrik Dorsin      | Gyabronka József |
| Ludmilla              | Carolina Gynning   | Zakariás Éva     |
| Lewis                 | Thobias Thorwid    | Bercsényi Péter  |
| yacht utaskísérő      | Hanna Oldenburg    |                  |
| Winston               | Oliver Ford Davies | Kajtár Róbert    |
| Clementine            | Amanda Walker      | Tímár Éva        |
| Darius                | Arvin Kananian     | Pataki Ferenc    |

## A film készítése
A projektet először Ruben Östlund rendező jelentette be 2017 júniusában, miután A négyzet című filmje az előző hónapban elnyerte az Arany Pálmát a 70. Cannes-i Filmfesztiválon. Elmondta, hogy a film címe A szomorúság háromszöge lesz, egy „vad” szatíra, amely a divat és az übergazdagok világában játszódik, a "megjelenés mint tőke" és a "szépség mint valuta" témákkal. A film készítője szerint a cím a plasztikai sebészek által használt kifejezésre utal, amely a szemöldök között megjelenő gondterhes ráncot írja le, és amely 15 perc alatt helyrehozható botoxszal.
A szereplőválogatás 2018 augusztusától novemberéig tartott Berlin, Párizs, London, New York, Los Angeles és Göteborg városokban, majd 2019 márciusában Moszkvában folytatódott. A helyszíni keresés 2019 januárjában kezdődött, és időszakosan 2019 októberéig tartott. 2019 novemberétől 2020 februárjának első feléig Östlund a film előkészítésének utolsó részleteit véglegesítette.
2020. február 4-én bejelentették, hogy a Triangle of Sadness február 19-én kezdi meg a főforgatást Svédországban és Görögországban, ami a 70 napos forgatási munkálat kezdetét jelenti. A szereposztásban Harris Dickinson, Charlbi Dean és Woody Harrelson lenne látható. Körülbelül 120 színészt vettek számításba a szerepre, amelyet végül Dickinson kapott meg.
A forgatás más görög szigeteken, a svédországi Trollhättanban a Film i Vast színpadán, valamint a Földközi-tengeren a Christina O-n, az egykori Arisztotélisz Onászisz Jackie Kennedy jachtján is zajlott.
A vágás a 2020-as első COVID-19 világjárvány leállás alatt kezdődött, és csak a kezdeti 37%-a készült el a felvételeknek. Az utómunka összesen 22 hónapig tartott.
A színészek szerint Östlund átlagosan 23 felvételt készített egy-egy jelenethez.

## Bemutató
A film világpremierje 2022. május 21-én volt a Cannes-i fesztiválon, ahol elnyerte az Arany Pálmát. Nem sokkal később a Neon 8 millió dollárért megszerezte a film észak-amerikai forgalmazási jogait, megnyerve a licitálást az A24, a Searchlight Pictures/Hulu, a Focus Features és a Sony Pictures Classics ellen. 
Dolly de Leon főszereplőnő Fülöp-szigeteki hírnevének köszönhetően a TBA Studios megszerezte a film exkluzív fülöp-szigeteki forgalmazási jogait.

## Fontosabb díjak, elismerések
| Év   | Díj / Szervezet / Rendezvény                   | Kategória                        | Díjazott                                                                          | Eredmény | Megj.  |
| ---- | ---------------------------------------------- | -------------------------------- | --------------------------------------------------------------------------------- | -------- | ------ |
| 2022 | Cannes-i fesztivál                             | Arany Pálma                      | Ruben Östlund                                                                     | Elnyerte | [ 12 ] |
| 2022 | Cannes-i fesztivál                             | Technikai-művészi CST-díj        | A hangtechnikusi csapat: Andréas Franck, Bent Holm, Jacob Ilgner és Jonas Rudels. | Elnyerte | [ 12 ] |
| 2022 | Európai Filmdíj                                | Legjobb film                     | A szomorúság háromszöge                                                           | Elnyerte | [ 13 ] |
| 2022 | Európai Filmdíj                                | Legjobb rendező                  | Ruben Östlund                                                                     | Elnyerte | [ 13 ] |
| 2022 | Európai Filmdíj                                | Legjobb forgatókönyvíró          | Ruben Östlund                                                                     | Elnyerte | [ 13 ] |
| 2022 | Európai Filmdíj                                | Legjobb színész                  | Zlatko Burić                                                                      | Elnyerte | [ 13 ] |
| 2022 | Európai Filmdíj                                | Európai Egyetemi Filmdíj         | A szomorúság háromszöge                                                           | Jelölve  | [ 14 ] |
| 2022 | Los Angelesi Filmkritikusok Szövetségének díja | A legjobb mellékszereplő         | Dolly de Leon                                                                     | Elnyerte |        |
| 2022 | Woodstocki Filmfesztivál                       | A legjobb vágás                  | Mikel Cee Karlsson, Ruben Östlund                                                 | Elnyerte |        |
| 2023 | Aranybogár-díj                                 | Legjobb film                     | A szomorúság háromszöge                                                           | Elnyerte | [ 16 ] |
| 2023 | Aranybogár-díj                                 | Legjobb rendező                  | Ruben Östlund                                                                     | Elnyerte | [ 16 ] |
| 2023 | Aranybogár-díj                                 | Legjobb női mellékszereplő       | Dolly de Leon                                                                     | Elnyerte | [ 16 ] |
| 2023 | Aranybogár-díj                                 | Legjobb férfi mellékszereplő     | Zlatko Burić                                                                      | Elnyerte | [ 16 ] |
| 2023 | Aranybogár-díj                                 | Legjobb forgatóköny              | Ruben Östlund                                                                     | Jelölve  | [ 16 ] |
| 2023 | Aranybogár-díj                                 | Legjobb vizuális effektek        | Peter Hjorth, Peter Toggeth Karlsson, Ludwig Källén                               | Jelölve  | [ 16 ] |
| 2023 | Aranybogár-díj                                 | Legjobb jelmez                   | Sofie Krunegård                                                                   | Elnyerte | [ 16 ] |
| 2023 | Aranybogár-díj                                 | Legjobb látványtervezés          | Josefin Åsberg                                                                    | Jelölve  | [ 16 ] |
| 2023 | Aranybogár-díj                                 | Legjobb maszk                    | Stefanie Gredig                                                                   | Elnyerte | [ 16 ] |
| 2023 | Golden Globe-díj                               | Legjobb vígjáték vagy zenés film | A szomorúság háromszöge                                                           | Jelölve  | [ 17 ] |
| 2023 | Golden Globe-díj                               | A legjobb női mellékszereplő     | Dolly de Leon                                                                     | Jelölve  | [ 17 ] |
| 2023 | BAFTA-díj                                      | Legjobb női mellékszereplő       | Dolly De Leon                                                                     | Jelölve  | [ 18 ] |
| 2023 | BAFTA-díj                                      | Legjobb eredeti forgatókönyv     | Ruben Östlund                                                                     | Jelölve  | [ 18 ] |
| 2023 | BAFTA-díj                                      | Legjobb casting                  | Pauline Hansson                                                                   | Jelölve  | [ 18 ] |
| 2023 | César-díj                                      | Legjobb külföldi film            | A szomorúság háromszöge                                                           | Jelölve  | [ 19 ] |
| 2023 | Oscar-díj                                      | Legjobb film                     | A szomorúság háromszöge                                                           | Jelölve  | [ 20 ] |
| 2023 | Oscar-díj                                      | Legjobb rendező                  | Ruben Östlund                                                                     | Jelölve  | [ 20 ] |
| 2023 | Oscar-díj                                      | Legjobb eredeti forgatókönyv     | Ruben Östlund                                                                     | Jelölve  | [ 20 ] |
| 2023 | Európai Filmdíj                                | LUX közönségdíj                  | A szomorúság háromszöge                                                           | Jelölve  | [ 14 ] |

## Fordítás
- Ez a szócikk részben vagy egészben  a   Triangle of Sadness című svéd Wikipédia-szócikk fordításán alapul.  Az eredeti cikk szerkesztőit annak laptörténete sorolja fel. Ez a jelzés csupán a megfogalmazás eredetét és a szerzői jogokat jelzi, nem szolgál a cikkben szereplő információk forrásmegjelöléseként.